# یوسوکه میکامی
یوسوکه میکامی (انگلیسی: Yōsuke Mikami؛ زادهٔ ۵ مهٔ ۱۹۹۲) بازیکن فوتبال اهل ژاپن است.
از باشگاه‌هایی که در آن بازی کرده‌است می‌توان به باشگاه فوتبال کونسادول ساپورو اشاره کرد.